# Allium obliquum
Espèce
Classification APG III (2009)
Allium obliquum, de nom commun ail oblique ou « ail vrillé », est une espèce de plantes à fleurs du genre Allium de la famille des Amaryllidacées. C'est une plante géophyte présente en Eurasie et dont l’aire de répartition s’étend de la Roumanie à la Mongolie,,,,,,,.
Il a pour synonymes :
- Allium exaltatum Kar. & Kir. ex Ledeb.
- Allium luteum F.Dietr.
- Allium porrum Georgi 1779, illegitimate homonym not L. 1753
- Allium ramosum Jacq. 1781, illegitimate homonym not L. 1753
- Camarilla obliqua (L.) Salisb.
- Cepa obliqua (L.) Moench
- Geboscon obliquum (L.) Raf.
- Moenchia obliqua (L.) Medik.

## Habitat
Il pousse naturellement dans les prairies, et les pentes boisées des forêts du nord-ouest du Tibet.
Et il est également largement cultivé ailleurs comme plante ornementale.

## Description
Allium obliquum produit un bulbe en forme d’œuf atteignant 3 cm de long. La hampe florale mesure jusqu’à 100 cm de haut, de section ronde. Les feuilles sont plates, plus courtes que la hampe, jusqu’à 2 mm de largeur. Les ombelles sont sphériques, avec de nombreuses fleurs jaunes serrées,.